# Corrado Donadio
Corrado Donadio (né le 11 février 1958 à Caraglio dans le Piémont,) est un coureur cycliste italien, professionnel de 1978 à 1983.

## Palmarès
- 1975
  - Giro della Lunigiana
  - Coppa Ricami e Confezioni Pistoiesi
  - 2e du Trofeo Buffoni
- 1976
  -  Champion du monde du contre-la-montre par équipes juniors[n 1]
  - 2e du Giro della Lunigiana
  -  Médaillé d'argent du championnat du monde sur route juniors
- 1977
  -  Champion d'Italie sur route amateurs
  - Coppa Città del Marmo
  - Prologue du Grand Prix Guillaume Tell (contre-la-montre par équipes)
  - 9e du championnat du monde sur route amateurs
- 1984
  - Circuit du Cantal
  - 2e du Grand Prix Souvenir Jean-Masse
  - 3e du Grand Prix d'Espéraza
- 1985
  - 2e du Grand Prix d'Espéraza
  - 3e du Grand Prix Souvenir Jean-Masse
- 1986
  - Tour de Castellón

## Résultats sur les grands tours

### Tour d'Italie
6 participations
- 1978 : 70e
- 1979 : 37e
- 1980 : 51e
- 1981 : 78e
- 1982 : 80e
- 1983 : 131e